# Otto Lipmann
Otto Lipmann (6 de marzo de 1880 - 7 de octubre de 1933), psicólogo alemán experto en orientación vocacional, y uno de los pioneros en la utilización de asesoramiento psicológico para la selección de una profesión. 

## Biografía
Otto Lipmann nació en Breslau el 6 de marzo de 1880. Sus padres se llamaban Emo Lipmann y Hulda Wendrina. En 1904, recibió su doctorado en la Universidad de Breslau. A lo largo de los años, Lipmann contribuyó a distintos campos de la psicología, especialmente al de la psicología industrial, con el desarrollo de las primeras pruebas de selección de aviadores en Alemania, y también de tipógrafos, aprendices industriales, telegrafistas y trabajadores académicos, entre otros.   Además, introdujo los principios de la orientación vocacional en ese país, y fue el primer psicólogo en utilizar estadísticas en sus trabajos, entre los cuales se encuentran Psychische Geschlechts Unterschiede, Wirtschafts psychologie und psychologische Berufsberatung, Die psychologische Analyse der höheren Berufe y Grundriss der Arbeitswissenschaft und Ergebnisse der arbeitswissenschaftlichen Statistik.
En 1906, junto al psicólogo William Stern, Lipmann fundó el Instituto de Psicología Aplicada en Berlín, y en 1908, la Revista de Psicología Aplicada (Zeitschrift für angewandte Psychologie). En 1920 fundó, junto a Curt Piorkowski, el Instituto de Psicología Profesional y de Negocios, el cual se encargaba del desarrollo de pruebas psicológicas de aptitud profesional y orientación vocacional.  Como consecuencia  de la aparición del partido Nacional Socialista en  Alemania, el 1 de octubre de 1933 Lipmann fue desplazado de su cargo como editor de la Revista de Psicología Aplicada. Ese mismo año también se vio obligado a rechazar una oferta laboral de la Universidad de Berlín, una posibilidad por la cual se había inclinado debido al declive de su situación económica en aquella época.
Lipmann se casó con Gertrude Wendrina, con quien tuvo dos hijos, Hans y Emily Marta, nacida el 6 de julio de 1907. El 7 de octubre de 1933, Lipmann falleció de un ataque al corazón. En 1937 emigró de Alemania su hija Emily, y un año más tarde Gertrude, quien falleció en Alejandría, Egipto, en diciembre de 1941. Emily se casó con Vladimir Kaplun y tuvieron tres hijas, Katherine, Helen e Irene.

## Las Ciencias del Trabajo según Lipmann
Lipmann propone una distinción entre la “capacidad para el trabajo” y la “preparación para el trabajo”. La primera es definida como “el máximo rendimiento de un individuo bajo condiciones ideales”, mientras que la segunda está relacionada con la “disposición para el trabajo”, que a su vez involucra la motivación y satisfacción del trabajador, y cuyo incremento depende de, por ejemplo, sistemas de compensación y promociones justas.
Con respecto a la orientación vocacional, Lipmann dice que el asesoramiento psicológico –llevado a cabo a través de pruebas, cuestionarios y análisis de profesiones– es más efectivo si se basa en las características del individuo, lo que ayuda a determinar una profesión adecuada para este. También, propone una clasificación para las profesiones: inferiores, medias y superiores. Los límites de estas clases no son fijos, ya que la clasificación está influenciada por las características de los individuos. Por ejemplo, un trabajador puede elevar una profesión media a un nivel artístico superior si se desempeña con creatividad e imaginación. A su vez, las profesiones superiores pueden ser de tipo subjetivo (el cual da un rol importante a la imaginación) u objetivo (el cual percibe y se interesa por las cosas sin la influencia de la imaginación o los sentimientos). Otros tipos de profesiones propuestas por Lipmann son las simbolizadoras (que tienen como función principal a la imaginación y son ejercidas por individuos subjetivos), las técnicas (exigen un pensamiento concreto de acción finalista) y las gnósticas (exigen como medio el pensamiento lógico).
Lipmann era muy crítico del enfoque de organización científica del trabajo de Frederick Winslow Taylor y Lillian y Frank Gilbreth, y argumentaba que la pérdida de eficiencia se relacionaba con la falta de interés por parte de los trabajadores. También temía que los avances tecnológicos dañaran el vínculo entre el trabajador y su trabajo, generando más insatisfacción en los individuos.